# Воля-Кривецька
Воля-Кривецька (пол. Wola Krzywiecka) — село в Польщі, у гміні Кривча Перемишльського повіту Підкарпатського воєводства.
Населення — 486 осіб (2011).

## Географія
Село розташоване на відстані 4 кілометри на північний схід від центру гміни села Кривча, 14 кілометрів на захід від центру повіту міста Перемишль та 48 кілометрів на південний схід від центру воєводства міста Ряшів.

## Історія
В липні 1944 року радянські війська оволоділи селом. Радянські окупанти насильно мобілізували чоловіків у Червону армію. У березні 1945 року село віддане Польщі. Польським військом і бандами цивільних поляків почались пограбування і вбивства, банда польських шовіністів (командир — Роман Кісєль «Семп») вбила в селі щонайменше 27 українців. Українців у 1945 р. добровільно-примусово виселяли в СРСР. Решту українців у 1947 р. під етнічну чистку під час проведення Операції «Вісла» було виселено на понімецькі землі у західній та північній частині польської держави.
У 1975-1998 роках село належало до Перемишльського воєводства.

### Церква
Місцева дерев’яна церква Успення Пресвятої Богородиці була збудована в 1911 р., в 1936 р. налічувала 704 парафіян, належала до парафії Кривча Порохницького деканату Перемишльської єпархії. Після депортації українців на понімецькі землі церкву зруйновано.

## Демографія
- 1880 — 541 житель (509 греко-католиків, 20 римо-католиків, 12 юдеїв)
- 1939 — 1120 жителів, з них 620 українців-грекокатоликів, 490 поляків і 10 євреїв[5]

Демографічна структура станом на 31 березня 2011 року:
|          | Загалом | Допрацездатний вік | Працездатний вік | Постпрацездатний вік |
| -------- | ------- | ------------------ | ---------------- | -------------------- |
| Чоловіки | 256     | 58                 | 170              | 28                   |
| Жінки    | 230     | 49                 | 139              | 42                   |
| Разом    | 486     | 107                | 309              | 70                   |